# Chloramine

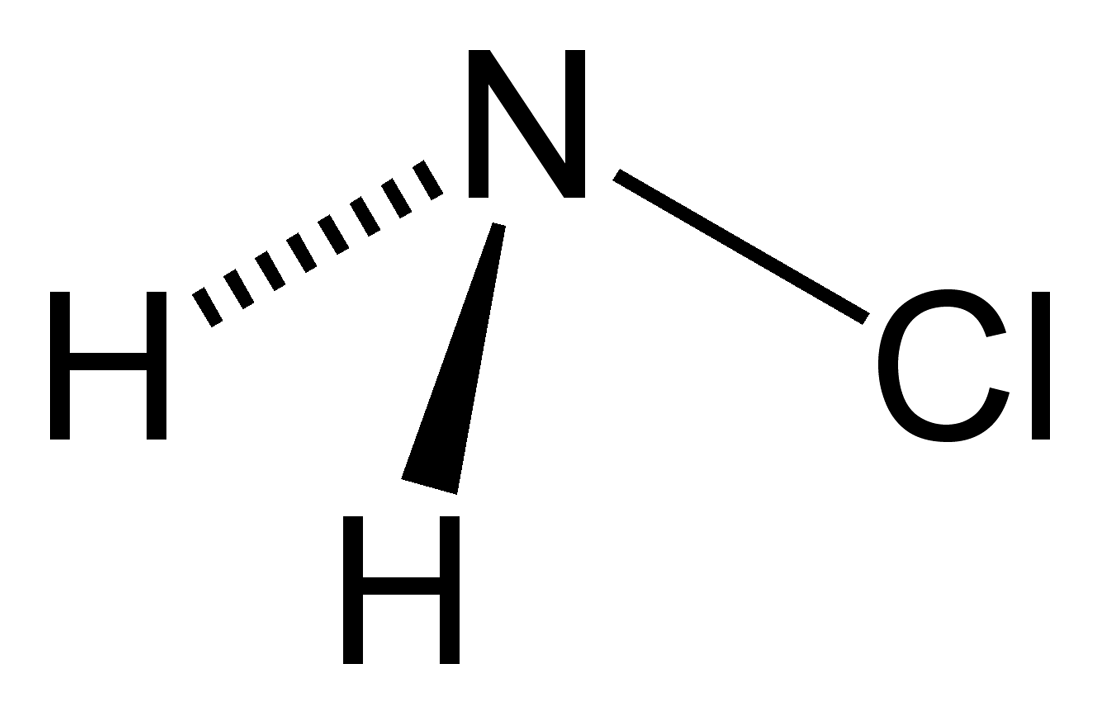
Exemple de chloramine : la.

Les chloramines sont des composés chimiques caractérisés par le groupe -N-Cl, d'où leur nom signifiant amine chlorée.

## Chloramines inorganiques
Les chloramines inorganiques, donc sans radical organique, proviennent de la réaction du chlore (sous forme d'acide hypochloreux HOCl) sur l'ammoniaque (NH3 (aq)). On peut citer la monochloramine (en) (NH2Cl), la dichloramine (en) (NHCl2) et la trichloramine (NCl3). Le meilleur désinfectant des trois est la monochloramine.
Les chloramines peuvent être obtenues selon les réactions suivantes :
NH3 (aq) + HOCl ⇒ NH2Cl + H2O
ammoniaque + acide hypochloreux ⇒ monochloramine + eau (produite pour des pH > 7)
puis :
NH2Cl + HOCl ⇒ NHCl2 + H2O
monochloramine + acide hypochloreux ⇒ dichloramine + eau (produite dans la plage 3 < pH < 7)
et :
NHCl2 + HOCl ⇒ NCl3 + H2O
dichloramine + acide hypochloreux ⇒ trichloramine + eau (dominante pour des pH < 3).

## Propriétés
Les chloramines inorganiques sont utilisées pour le traitement des eaux. Oxydantes, elles peuvent également être utilisées comme produit de blanchissement. Elles agissent moins efficacement que l'acide hypochloreux mais se maintiennent plus longtemps dans l'eau.
Dans les piscines, des chloramines sont produites par l'action du chlore sur les matières azotées laissées par les baigneurs, notamment les poils, les cheveux, la transpiration et l'urée contenue dans la sueur. Une piscine est sous-chlorée et son action désinfectante est faible quand elle sent le chlore et qu'elle irrite les yeux. Lorsque la piscine est très chauffée (cas notamment des piscines pour bébés nageurs), la production de chloramines atteint un seuil qui irrite également les yeux, gratte la gorge, provoque des quintes de toux.
Ce sont les chloramines qui sont à l’origine d’une eau malodorante, allergène et irritante.
Au-delà du fait que la piscine sent le chlore, l’eau devient aussi allergène et irritante (yeux, nez, poumons, peau). Les chloramines sont beaucoup plus néfastes pour la santé que le chlore actif.
Les chloramines provoquent l'irritation des yeux et des voies respiratoires supérieures. Rejetées dans l'environnement, elles sont toxiques pour les organismes aquatiques. L'eau traitée à la chloramine ne convient pas aux aquariums. On peut l'éliminer au moyen de filtres à charbon actif, ou de rayons ultraviolets.
Les chloramines organiques n'ont pas l'effet désinfectant de leurs homologues inorganiques.
Plusieurs chloramines sont classées comme cancérigènes certains, et sont responsables de l'asthme chez les maîtres-nageurs et les nageurs de haut niveau.

## Chloramine-T
On appelle chloramine-T le N-chloro-tosylamide de sodium, de nom UICPA N-chloro-4-méthylbenzènesulfonamide.

## Chloramine-B
Chloramin B (de)

## Dichloramine-T
Dichloramine-T (en)